# Hohentrüdingen

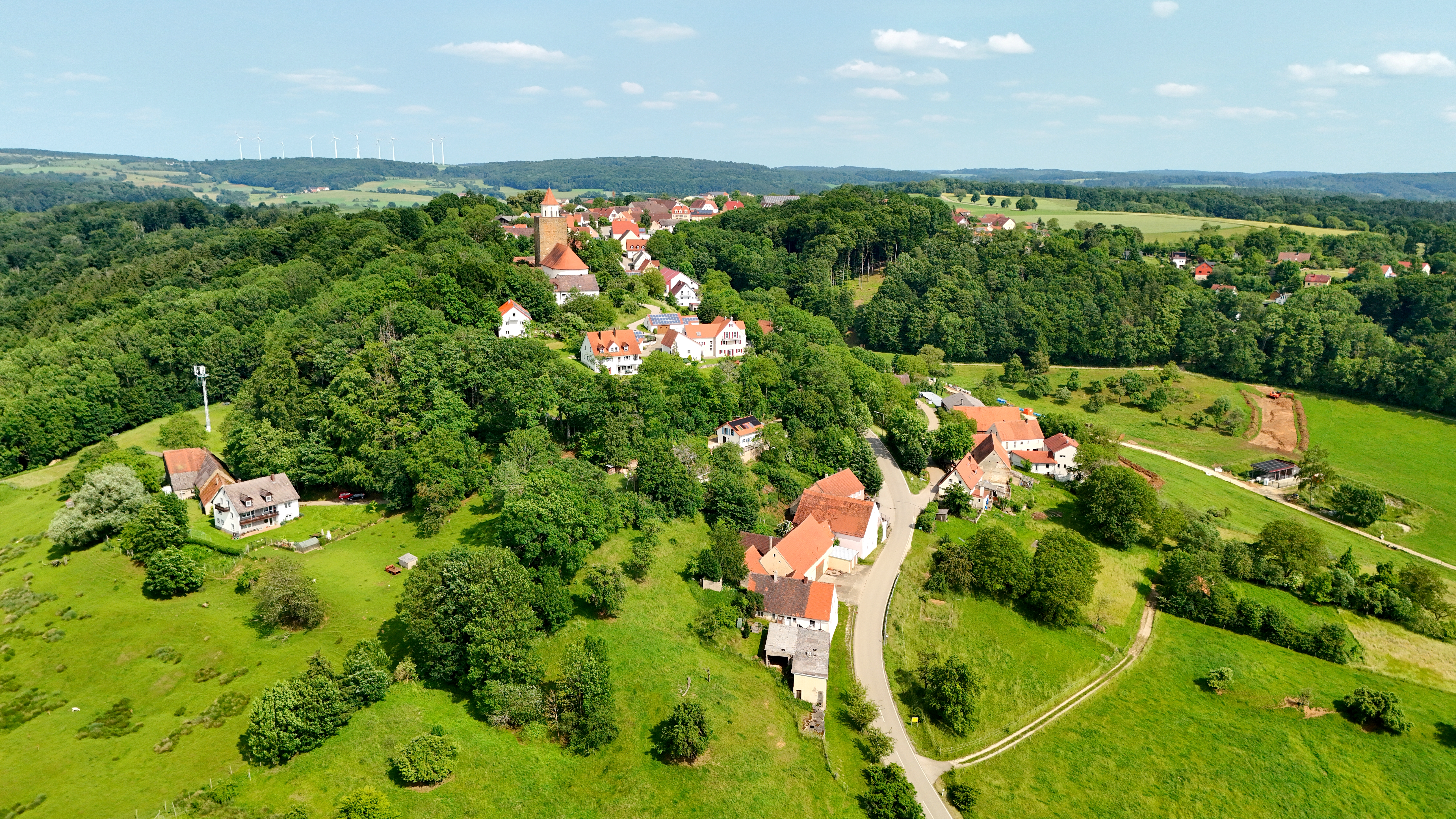
Luftbild von Hohentrüdingen aus Richtung Westen (2025)

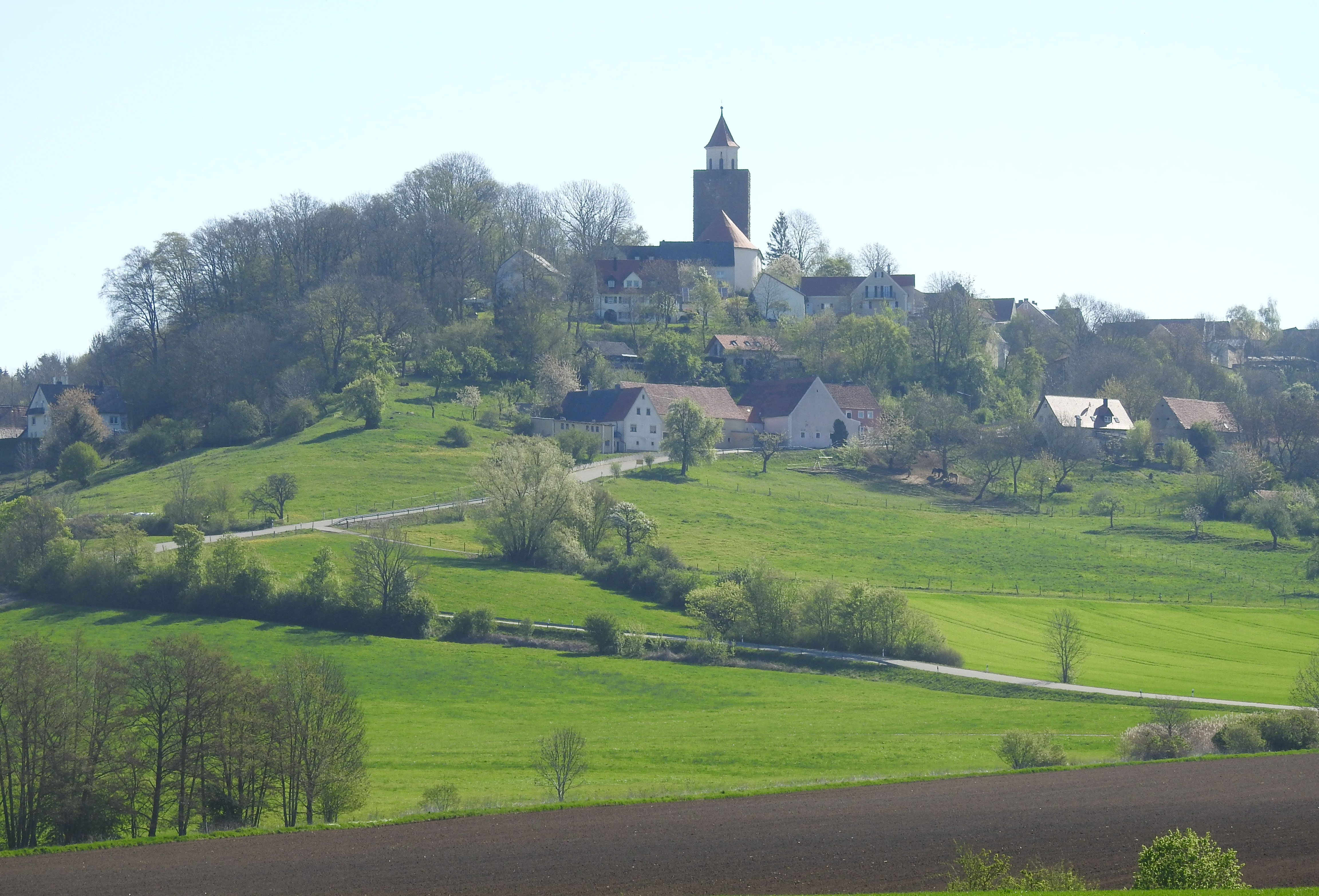
Hohentrüdingen von Westen

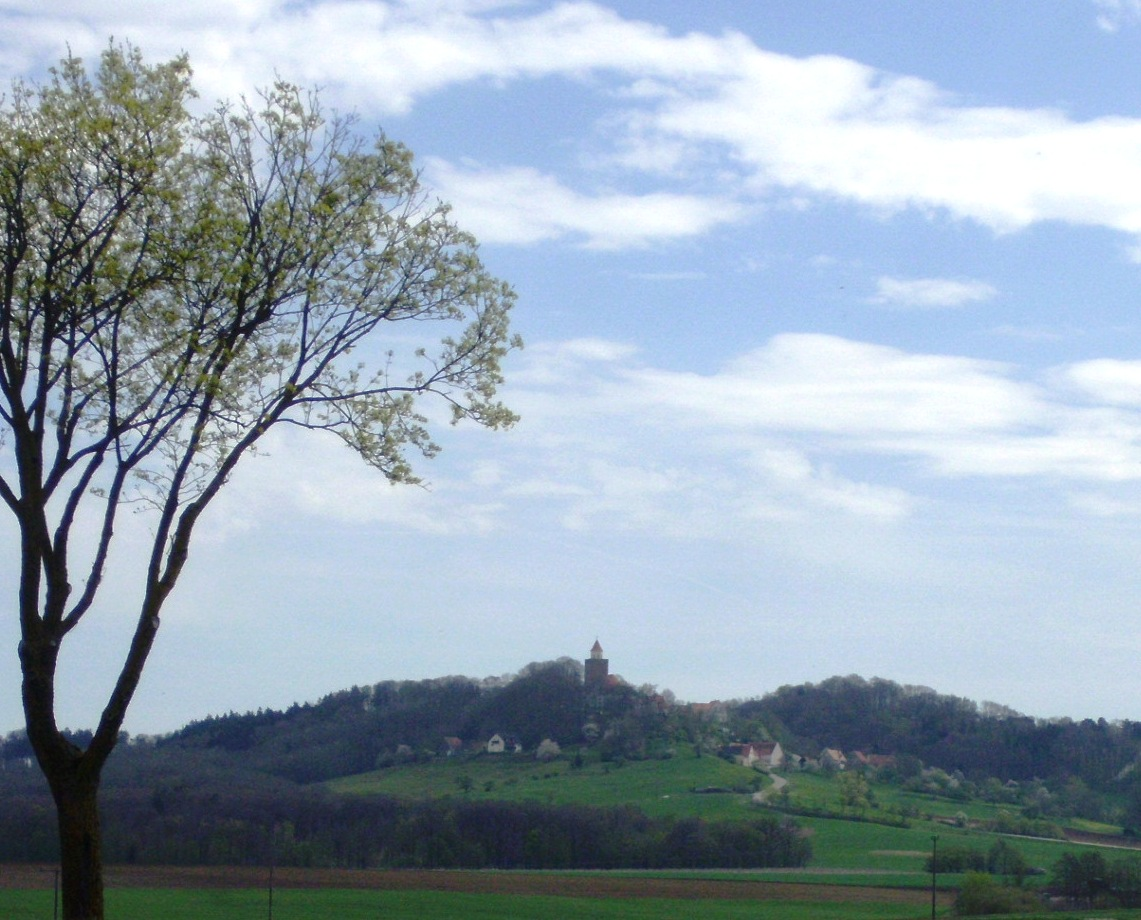
Hohentrüdingen

Hohentrüdingen ist ein Gemeindeteil des Marktes Heidenheim im Landkreis Weißenburg-Gunzenhausen (Mittelfranken, Bayern). Die Gemarkung Hohentrüdingen hat eine Fläche von 5,962 km². Sie ist in 828 Flurstücke aufgeteilt, die eine durchschnittliche Flurstücksfläche von 7200,19 m² haben.

## Lage
Das Pfarrdorf liegt im Hahnenkamm in der Region Westmittelfranken bei Gunzenhausen zwischen Heidenheim im Nordosten und Westheim im Westen. Von der Kreisstraße WUG 29 zweigt in südwestlicher Richtung eine Gemeindeverbindungsstraße nach Hohentrüdingen ab, die weiter nach Westheim führt und dort in die Kreisstraße WUG 30 mündet.
Hohentrüdingen liegt direkt auf dem 49. Breitengrad.

## Ortsnamendeutung
Der Ortsname lässt sich als „Zu dem hohen Trüdingen“ deuten; die Herren von Trüdingen als Erbauer der Burg Hohentrüdingen werden ihren Namen aus Altentrüdingen am Fuße des Hesselberges mitgebracht haben. Trüdingen bedeutet „zu den Leuten eines Druhtmōd.“

## Geschichte
Die Entstehung des Ortes Hohentrüdingen lässt sich nicht von der Geschichte der Burg Hohentrüdingen trennen. Diese wurde von den Herren von Truhendingen im 12. Jahrhundert errichtet. Das Dorf Hohentrüdingen ist folglich eine grundherrliche, aus altem (seit 1035 bischöflich-eichstättischen) Königsforst herausgerodete Höhensiedlung dieser Zeit. Die Edlen von Truhendingen sind erstmals 1129 in einer Eichstätter Urkunde genannt, der Ortsname Hohentrüdingen tauchte erstmals 1298 mit den Willingen von Hohentrüdingen auf. Aus der ersten Hälfte des 15. Jahrhunderts erfährt man, dass neun Häuser, 16 Selden, 14 Hofstellen, zwei Gütlein, zwei Weiher sowie etliche Feldgüter an das nürnbergisch-burggräfliche Amt Hohentrüdingen abgabenpflichtig waren; die Nürnberger Burggrafen waren 1404 endgültig in den Truhendinger Besitz gelangt und hatten wohl den Grund und Boden des Bauhofes der Burg Hohentrüdingen an Kleinbauern, die Seldner, aufgeteilt. 1427 kam das Kloster Heidenheim durch Richterspruch zu Besitz in Hohentrüdingen; es besaß seit 1364 Holz und Wiesen unterhalb von Hohentrüdingen und spätestens 1480 das Präsentationsrecht für den Kaplan der Burgkapelle. 1535 belief sich die Zahl der dem nunmehr markgräflich brandenburgischen Amt Hohentrüdingen unterstehenden Hohentrüdinger Dorfgüter auf dreißig Selden, zwei Hofstellen, ein Hirtenhaus und ein Haus. Dem brandenburgischen Klosterverwalteramt Heidenheim, das die Hohentrüdinger Güter des infolge der Reformation säkularisierten Klosters verwaltete, unterstanden 1608 fünf Untertanen zu Hohentrüdingen. Am Ende des Heiligen Römischen Reichs wohnten 1800 50 ehemalige ansbachische, seit 1792 preußische Untertanen in Hohentrüdingen.
Hohentrüdingen, bestehend aus dem Schloss, einer Wildmeisterwohnung, dem Pfarrhaus, dem Schulhaus, drei Viertelhöfen, einem Wirtshaus, fünfzehn Selden, circa dreißig Kleingütern und dem Gemeindehirtenhaus, kam 1806 mit dem preußischen ehemaligen Fürstentum Ansbach zum Königreich Bayern. 1808 wurde das Dorf Teil des Steuerdistriktes Hüssingen im Landgericht Heidenheim. 1810 war Hohentrüdingen eine selbständige Ruralgemeinde, zu der noch der Kreuthof gehörte. Durch das Gemeindeedikt von 1818 verlor die Gemeinde den Kreuthof. 1966 beträgt die Gemeindefläche 597,58 Hektar. Die Selbständigkeit währte bis zum 1. Mai 1978, als die Gemeinde im Zuge der Gebietsreform in Bayern nach Heidenheim eingemeindet wurde.

### Burg

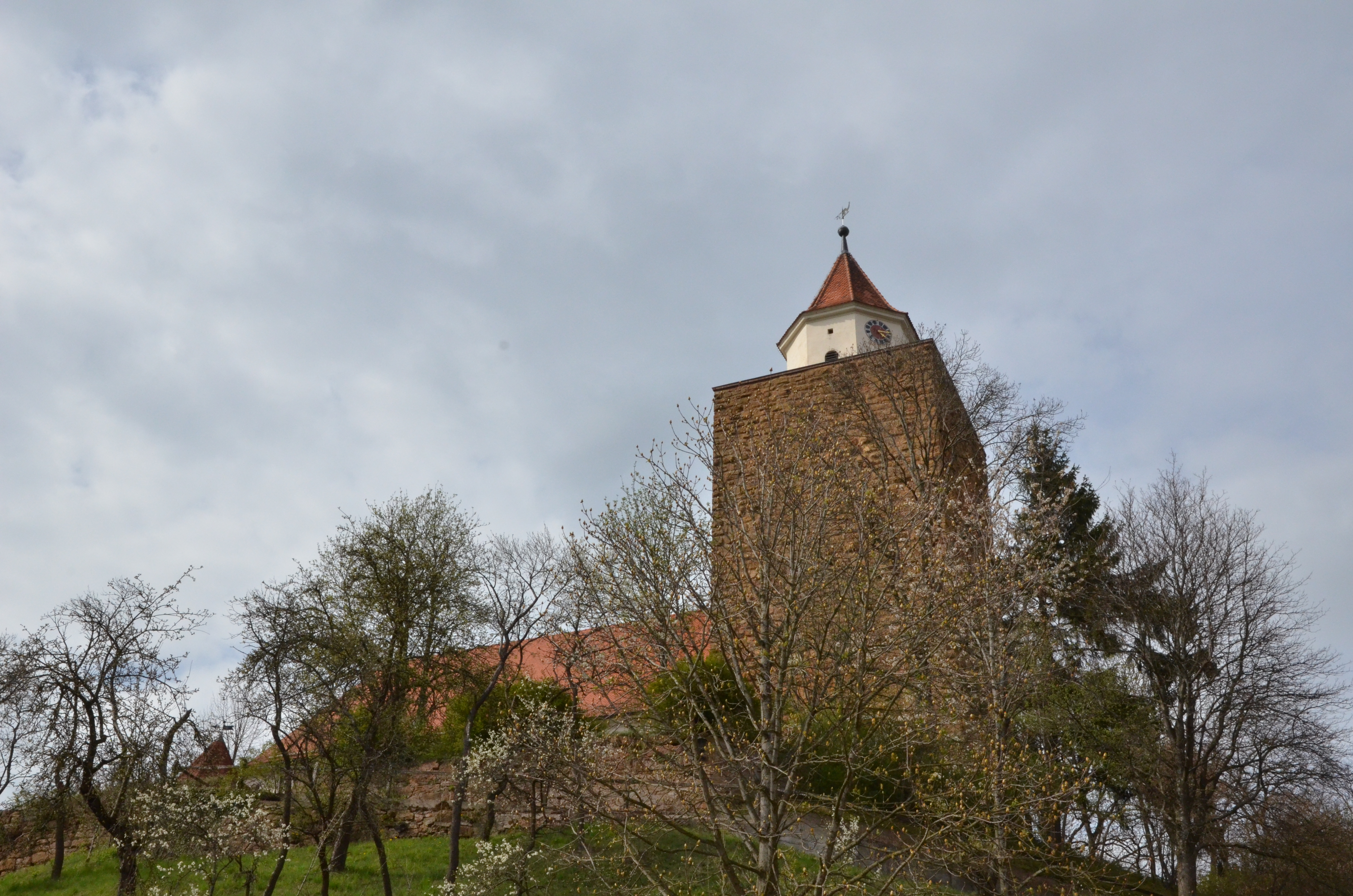
Burg Hohentrüdingen

Die Burg Hohentrüdingen wurde auf einem nach Westen vorspringenden, nach drei Seiten steil abfallenden Bergkegel des Hahnenkamms errichtet. Sie galt als die größte hochmittelalterliche Befestigungsanlage zwischen mittlerer Wörnitz und Altmühl. Von ihr hat sich nur noch der Bergfried aus der Mitte des 12. Jahrhunderts erhalten; der alte Einstieg befindet sich in circa neun Metern Höhe an der Ostseite des Turms. Die Quader der starken Mauern bestehen aus Ries-Brekzie (Bunte Brekzie), Jura-Kalkstein und Eisensandstein. Der Bergfried fand seit dem 18. Jahrhundert als Kirchturm Verwendung und wurde deshalb nicht wie die übrige Burg 1812 abgerissen. Im Dorf findet man noch Reste von Wällen und Gräben, die auf eine ausgedehnte Wehranlage schließen lassen.

### Einwohnerentwicklung
- 1818: 278[11]
- 1824: 290 Einwohner, 58 Gebäude[11]
- 1861: 276 Einwohner, 109 Gebäude[16]
- 1910: 285[17]
- 1933: 244
- 1939: 227[18]
- 1950: 331 Einwohner, 51 Gebäude[11]
- 1961: 233[13], 46 Wohngebäude[19]
- 1966: 251[12]
- 1970: 245[13]
- 2009: 250
- 2019: 262[2]

## Kultur und Sehenswürdigkeiten

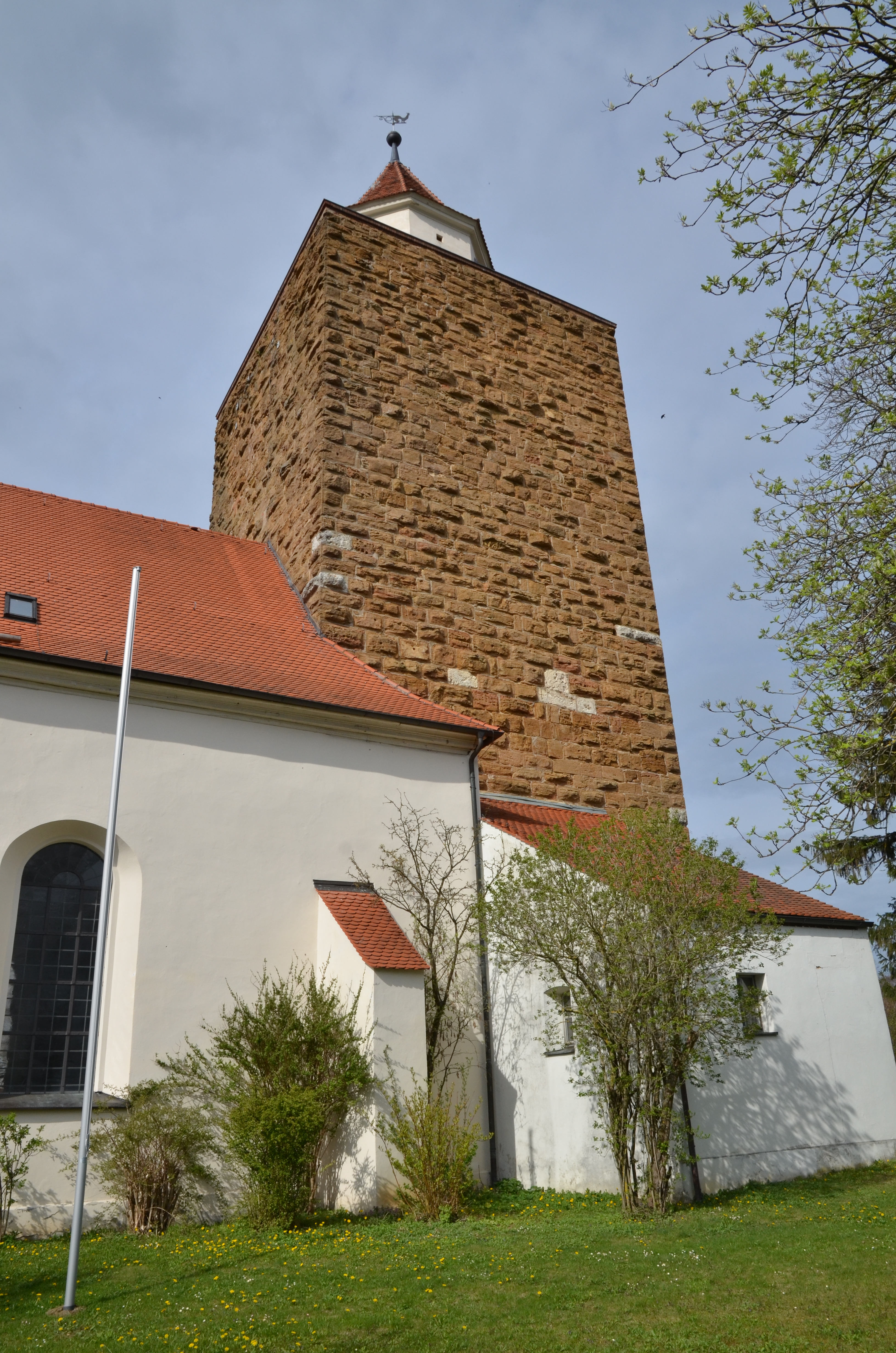
Evangelisch-lutherische Kirche St. Johannes der Täufer

### Kirche
Evangelisch-lutherische Pfarrkirche St. Johannes der Täufer, einfache Saalkirche zu vier Fensterachsen, erbaut 1817/19, mit dem circa 27 m hohen Buckelquader-Bergfried der ehemaligen Hohentrüdinger Burg als Kirchturm mit polygonem Aufsatz des 18. Jahrhunderts und mit einer an die Südseite des Turmes angebauten Sakristei. Der Neubau ersetzte die 1711 bis 1720 zum zweiten Mal erweiterte und im frühen 19. Jahrhundert abgebrochene Burgkapelle, die die Ortsgemeinde, die seit alters her nach Westheim gepfarrt war (bis 1722, dann eigene Pfarrei), zu gottesdienstlichen Zwecken genutzt hatte. Fünfteiliges Orgelgehäuse mit Akanthuswerk-Füllungen von 1720. Einrichtung aus der Bauzeit; bemerkenswert ist die rechteckige Kanzel als Balkon über zwei Säulen, gleichzeitig Rahmung der dahinter liegenden Sakristeitür. Heute wird eine amboartige neue Kanzel an der Nordwand benutzt. Aus dem 18. Jahrhundert haben sich mehrere Adelsgräber mit Wappen erhalten. Durch die Verlegung des Altars 1966 an die nördliche Längsseite ergab sich ein neues Raumgefüge als Quersaalbau.

### Wanderwege
Durch den Ort führt auf einer Höhenroute die Nürnberg-Bodensee-Route des Jakobswegs nach Santiago de Compostela. Durch Hohentrüdingen führen der Frankenweg, der Altmühltal-Panoramaweg, der Westliche Albrandweg und der Dr.-Fritz-Linnert-Weg. Es gibt außerdem mehrere markierte örtliche Wanderwege.